# Gare de Drauffelt
La gare de Drauffelt est une gare ferroviaire luxembourgeoise de la ligne 1, de Luxembourg à Troisvierges-frontière, située à Drauffelt sur le territoire de la commune de Clervaux, dans le canton de Clervaux.
Un arrêt est mis en service en 1889 par la Direction générale impériale des chemins de fer d'Alsace-Lorraine.
C'est une halte voyageurs de la Société nationale des chemins de fer luxembourgeois (CFL), desservie par des trains InterCity (IC) et Regional-Express (RE).

## Situation ferroviaire
Établie à 327 mètres d'altitude, la gare de Drauffelt est située au point kilométrique (PK) 70,960 de la ligne 1, de Luxembourg à Troisvierges-frontière, entre les gares de Wilwerwiltz et Clervaux.

## Histoire
L'arrêt de Drauffelt est mis en service en 1889, par la Direction générale impériale des chemins de fer d'Alsace-Lorraine qui le transforme en station, avec l'ajout d'une voie, en 1910.
Le bâtiment voyageurs, construit en 1913, est aujourd'hui une habitation privée.

## Service des voyageurs

### Accueil
Halte CFL, c'est un point d'arrêt non géré (PANG), équipé de deux abris et un automate pour l'achat de titres de transport. Le passage d'un quai à l'autre se fait par le passage à niveau.

### Desserte
Drauffelt est desservie par des trains InterCity (IC) et Regional-Express (RE) qui exécutent les relations suivantes, :
- Luxembourg - Ettelbruck - Diekirch - Troisvierges (- Gouvy - Liège-Guillemins - Liers pour les trains IC) ;
- Troisvierges - Luxembourg - Rodange.

### Intermodalité
Un parking pour les véhicules (49 places) y est aménagé. La gare est desservie par la ligne 143 du Régime général des transports routiers.